# ناحیه میشکولتس
ناحیهٔ میشکولتس (به مجاری: Miskolci járás) یک ناحیه در مجارستان است که در بورشود-آبااوی-زمپلن واقع شده‌است. ناحیهٔ میشکولتس ۹۷۲٫۸۰ کیلومتر مربع مساحت و ۲۵۰٬۵۳۰ نفر جمعیت دارد.

## نگارخانه

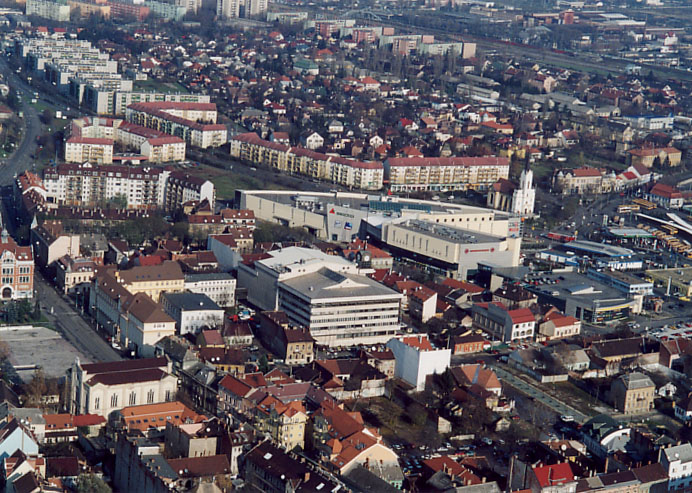
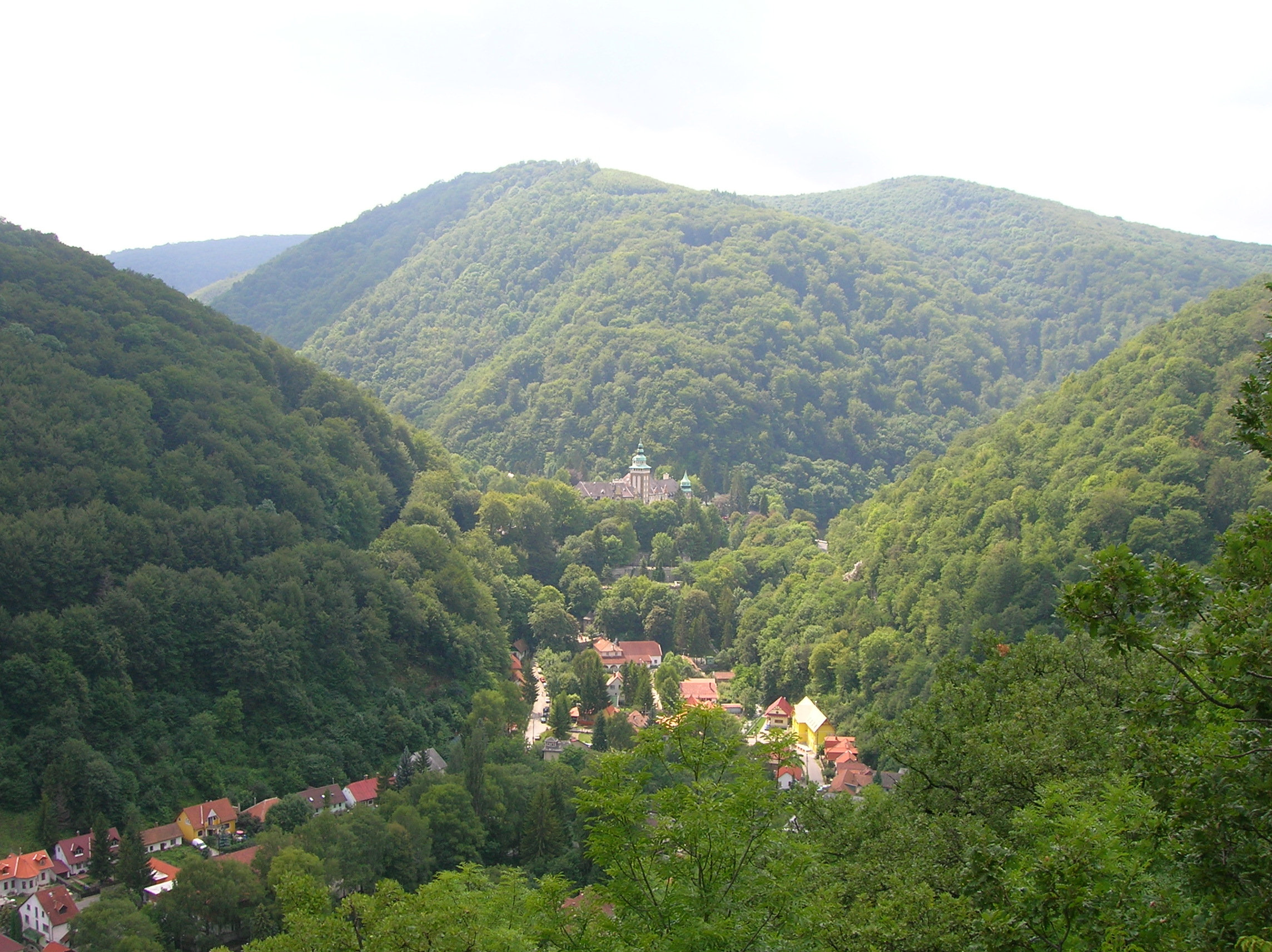
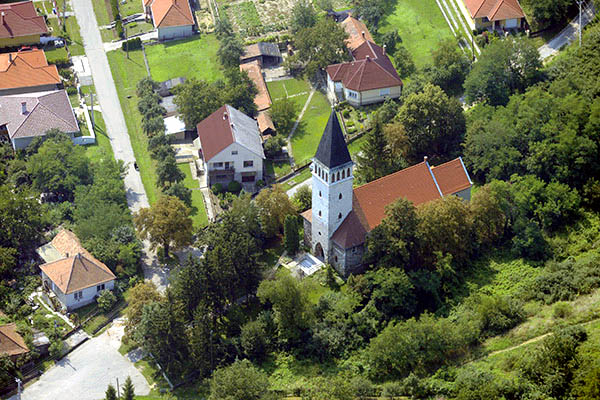
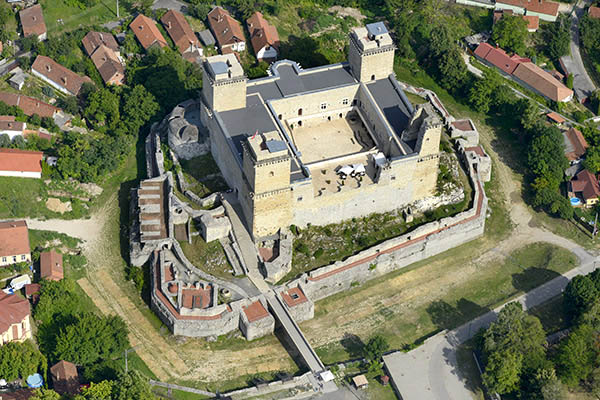
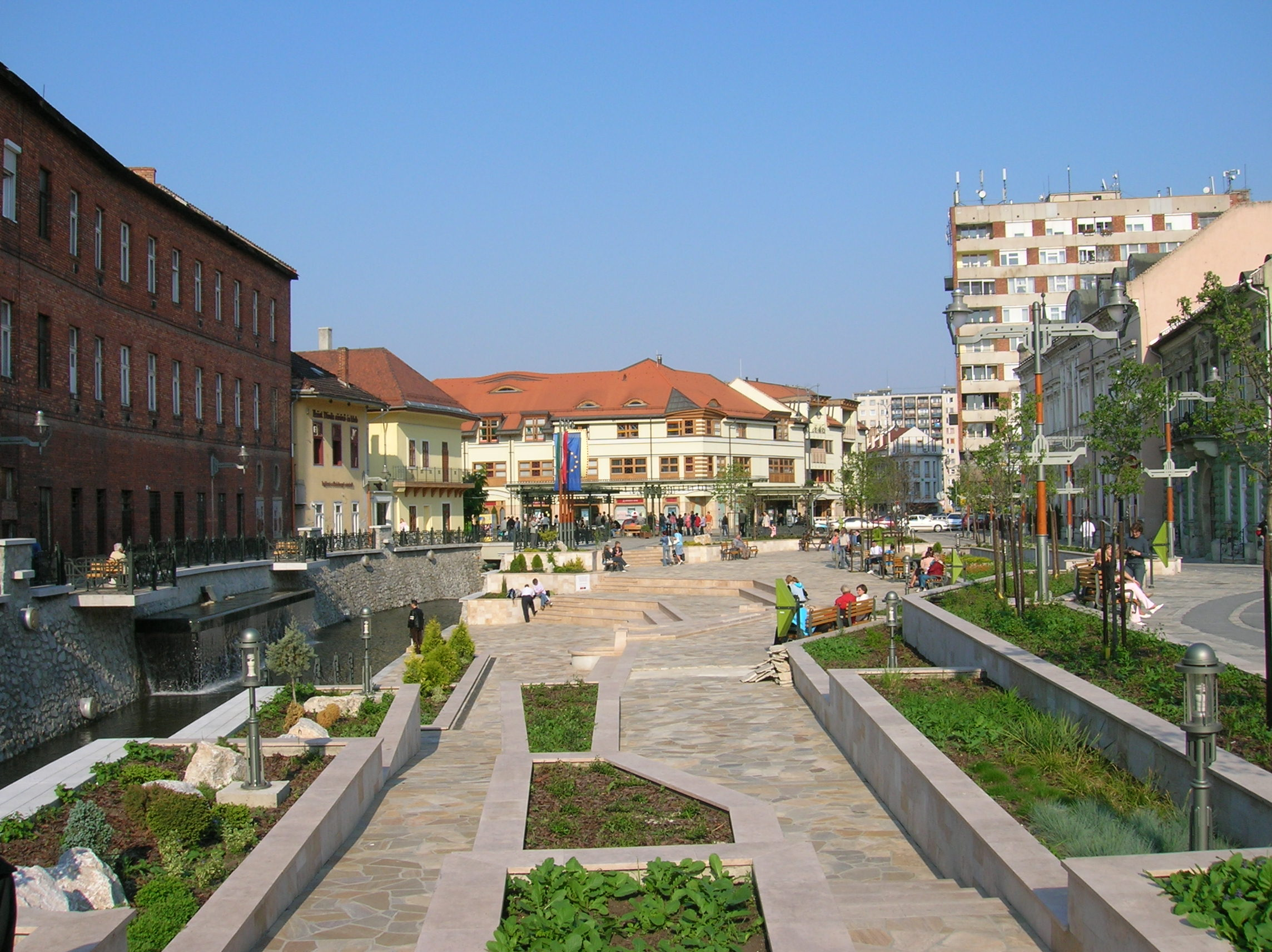
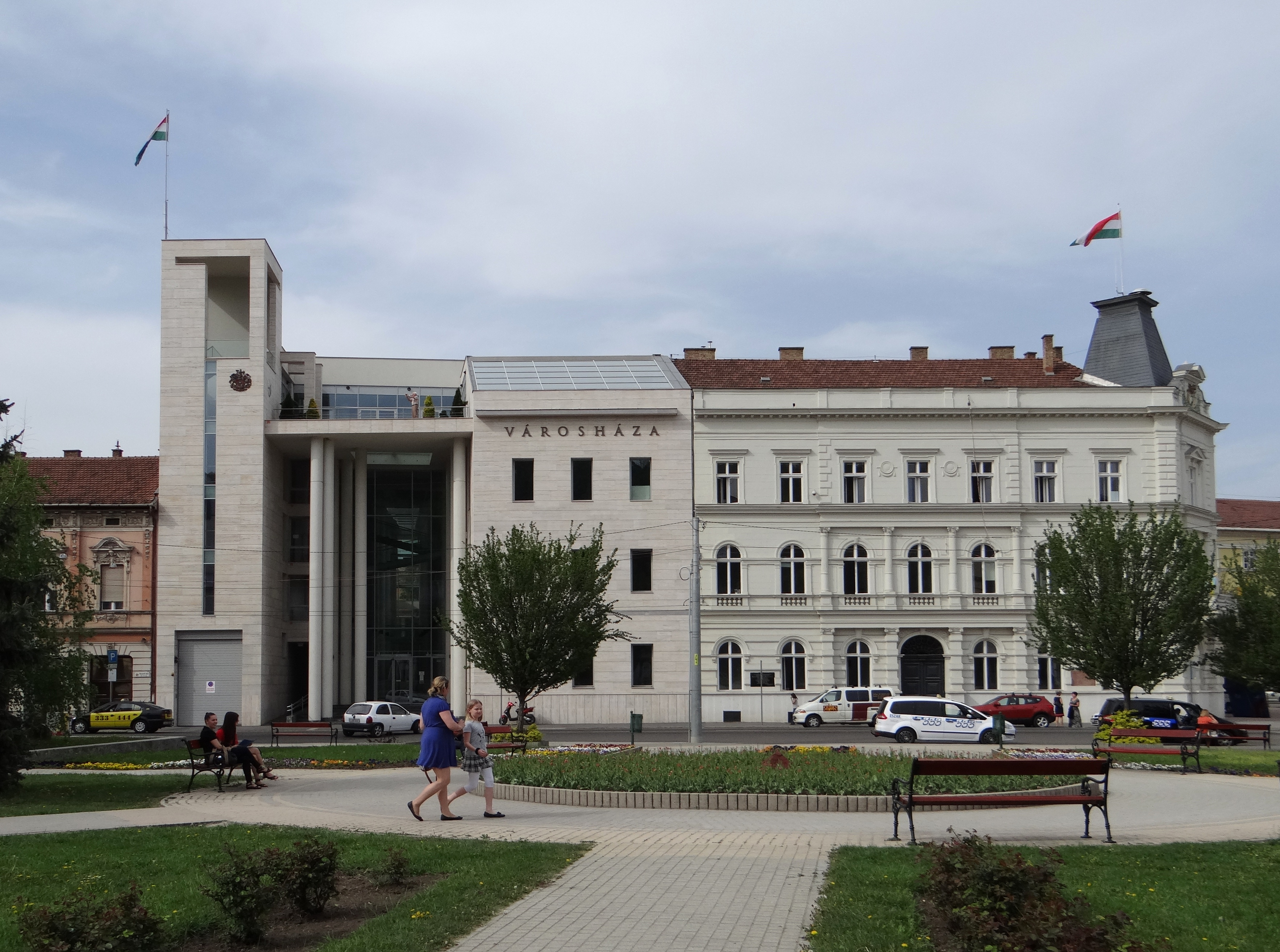
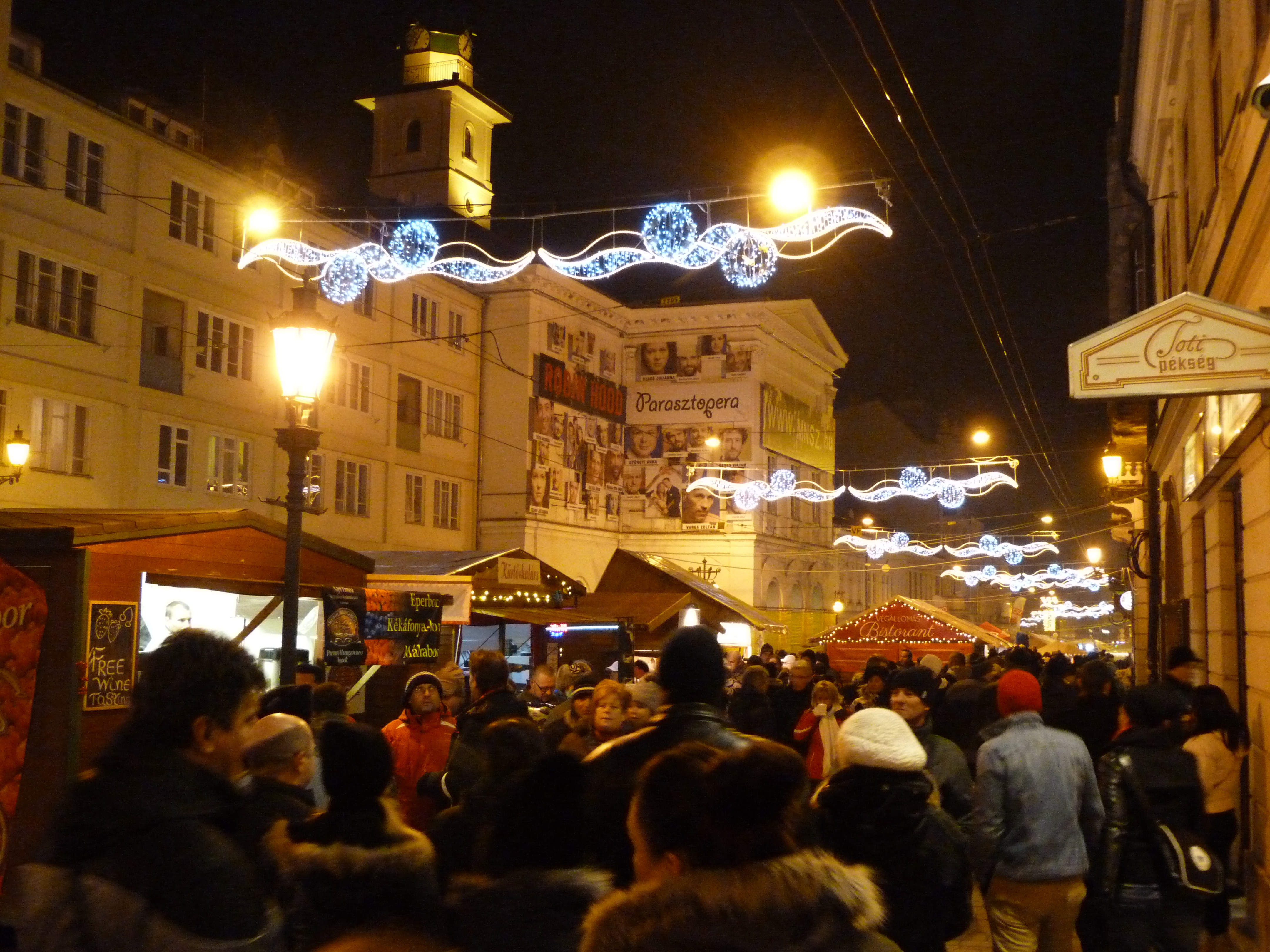